# Distretto di Khiva
Il distretto di Khiva (usbeco Xiva) è uno dei 10 distretti della Regione di Xorazm, in Uzbekistan. Il capoluogo è Khiva.